# Протесты в Гвинее (2019—2020)
Протесты в Гвинее в 2019—2020 годах (фр. Front National Pour La Défense De La Constitution) (FNDC) — серия протестов и массовых гражданских беспорядков в Гвинее против правления Альфа Конде. Начались 14 октября 2019 года в ответ на итоги конституционного референдума. После президентских выборов 2020 года также произошли массовые беспорядки, в результате которых погибли 27 протестующих. Десятки сторонников оппозиции и журналистов были арестованы.
Акции привлекли широкий круг участников, особенно молодёжь, оппозиционные политические партии и других активистов гражданского общества. Протестующие столкнулись с полицейской жестокостью.

## Описание, предпосылки
В Гвинее политическое инакомыслие было подавлено после всеобщей забастовки в Гвинее 2007 года, в которой погибли около 100 человек. Сотни людей были арестованы в результате других протестов в 2009 году, а также во время серии случаев политического насилия в 2013 году и многих других случаях. После волны демонстраций против результатов президентских выборов в Гвинее 2015 года за шесть месяцев протестов было убито 70 протестующих более 400 арестовано. 
Зачатки протестного движения возникли в Гвинее в 2018 году. В 2019 году они получили продолжение. Основной их причиной явилось недовольство граждан попытками президента Альфы Конде изменить конституцию страны 2010 года. Этот шаг Конде был направлен на продление его пребывания у власти после второго и, согласно конституции, последнего срока. Мирные протесты быстро переросли в столкновения между протестующими и представителями органов правопорядка, которые применяли насилие для подавления протестов. Создание в апреле 2019 года Национального фронта в защиту Конституции (FNDC), состоящего из оппозиционных партий, общественных организаций, членов профсоюзов и активистов за права человека и демократию, стало центральной точкой сплочения накануне начала протестов.
Значительную роль в протестах 2019—2020 годов сыграла молодёжь.
В октябре 2019 года начались демонстрации.

### Протесты против конституционного референдума
В 2020 году последовали демонстрации против внесения поправок в конституцию страны, которые позволили бы Конде баллотироваться на свой третий срок. В день конституционного референдума, 22 марта, было убито 12 демонстрантов, девять из них — застрелены.
Во время протестов несколько правительственных учреждений, школ и полицейских участков подвергались нападению с целью уничтожения избирательных материалов. Также были зафиксированы проникновение нападавших в полицейский участок в Маму, разрывы бюллетеней с кандидатами и разгром ящиков с избирательными карточками; были подожжены две школы, которые планировалось использовать как избирательные участки; также были подожжены несколько административных зданий на севере и юге страны. В Лабе на улицах сжигали покрышки и устанавливали дорожные заграждения.

## Протесты
С 14 по 15 октября в Конакри прокатилась волна протестов после того, как президент Альфа Конде принял решение об изменении конституции. Пятеро были убиты в ходе протеста. К 16 октября протесты распространились почти на десяток городов. Массовые политические волнения вышли из-под контроля, когда правительство было заподозрено в оскорблении племени Фульбе. В период с 18 по 19 октября тысячи протестующих бросали в полицейских камнями, трое были убиты. Беспорядки распространились на Нзерекоре, третий по величине город страны. Полиция открыла огонь боевыми патронами для разгона протестующих. Антиправительственные выкрики требовали отставки правительства.
Военная техника и военнослужащие штурмовали города, когда начались общенациональные забастовки. В период с 20 по 28 октября имели место различные акты гражданского неповиновения. Сотни людей скандировали лозунги против президента Альфа Конде. Насилие со стороны полиции против племен продолжались ещё четыре дня. Антивоенные протесты и протесты в поддержку демократии усилились после того, как вспыхнули уличные протесты. В период с 14 по 17 ноября по крупным городам страны прокатилась волна протестов. По меньшей мере 100 человек погибли в результате беспорядков после середины октября. 19-24 ноября прошли митинги тысяч людей, требуя положить конец коррупции, дефициту продуктов и бедности. Беспорядки обеспокоили ряд международных организаций, и СМИ.
Акты насилия охватили города по всей Гвинее, когда антиправительственные митинги вышли из-под контроля. Десятки тысяч сторонников оппозиции и рабочих вышли на улицы, требуя повышения заработной платы. Экономические потрясения и политический кризис были среди причин гражданских волнений. В декабре силы безопасности открыли огонь по протестующим, убив по меньшей мере семь человек.
В течение нескольких месяцев сотни тысяч гвинейцев выходили на улицы для еженедельных акций протеста против перспективы выдвижения Конде на третий срок. Они повторяли фразу «Сусу!», означающую «Этого не произойдет!» как лозунг протестного движения. Продолжались сжигания автомобильных покрышек. Многие носят красные футболки, нарукавные повязки, головные уборы и банданы — цвет оппозиционной коалиции «Национальный фронт за защиту конституции» (FNDC).
16 — 17 января в Гвинее вновь прошли массовые протесты. Двое были убиты в ходе последовавшего за этим разгона протестующих. 30 — 31 января в результате массовых протестов погибли четыре человека, когда тысячи людей бросали камни и скандировали антиправительственные лозунги против премьер-министра. Жалобы на жестокое обращение со стороны полиции были поданы в суд. Конституционный референдум Гвинеи 2020 года был встречен пятью днями беспрецедентных демонстраций и ожесточенных столкновений с военными, которые открыли огонь боевыми патронами и убили не менее тринадцати человек. После того, как результаты референдума были обнародованы, протестующие оппозиции вышли на улицы, чтобы потребовать прекращения коррупции и отставки правительства, в том числе Альфа Конде. В период с апреля по июль 2020 года по всей стране прошли забастовки с целью улучшения электроснабжения, в результате которых погибли семь человек.
После того, как как часть мер по самоизоляции против распространения COVID-19 были запрещены акции протеста, сотни людей нарушили запрет и вышли на улицы, продолжая протестное движение. Семь человек были убиты в ходе демонстраций в марте 2020 года против мер по ограничению передвижений, наложенных из-за пандемии. Один человек был ранен в результате применения слезоточивого газа для разгона протестующих. 20 — 31 июля ОМОН штурмовал жилые комплексы и кварталы.
После перерыва вновь последовали митинги под руководством оппозиции. Десять человек были убиты в ходе предвыборных акций протеста, требовавших, чтобы Альфа Конде ушел в отставку и не баллотировался на третий срок на президентских выборах Гвинеи.
Серия забастовок усилилась после объявления результатов президентских выборов. Протестующие бросали камни, требуя демократических реформ и справедливости для тех, кто погиб в результате политических волнений, свободных выборов и нового правительства во главе с оппозицией. Четверо были убиты в результате применения вооруженными силами против забастовщиков и демонстрантов. После недельной серии протестов протестующие отступили. В этот период 23 человека были убиты полицией, которая напала на протестующих и журналистов, призывающих к свободе и справедливым выборам.

## Последующие события
18 сентября 2021 года четыре деятеля Национального фронта защиты конституции (FNDC) вернулись в Гвинею. Это противники конституционной реформы и выдвижения Альфы Конде на третий срок, бежавшие за границу. Спустя почти две недели после переворота Ибрагима Диалло, Секу Кундуно, рэпер Джани Альфа и блогер Фоде Саникайи Куяте были встречены огромной толпой в Конакри как герои.
Несмотря на протесты, Конде удалось обеспечить себе третий срок у власти. Однако его правление было недолгим и завершилось после свержения в ходе военного переворота 2021 года.

## Галерея

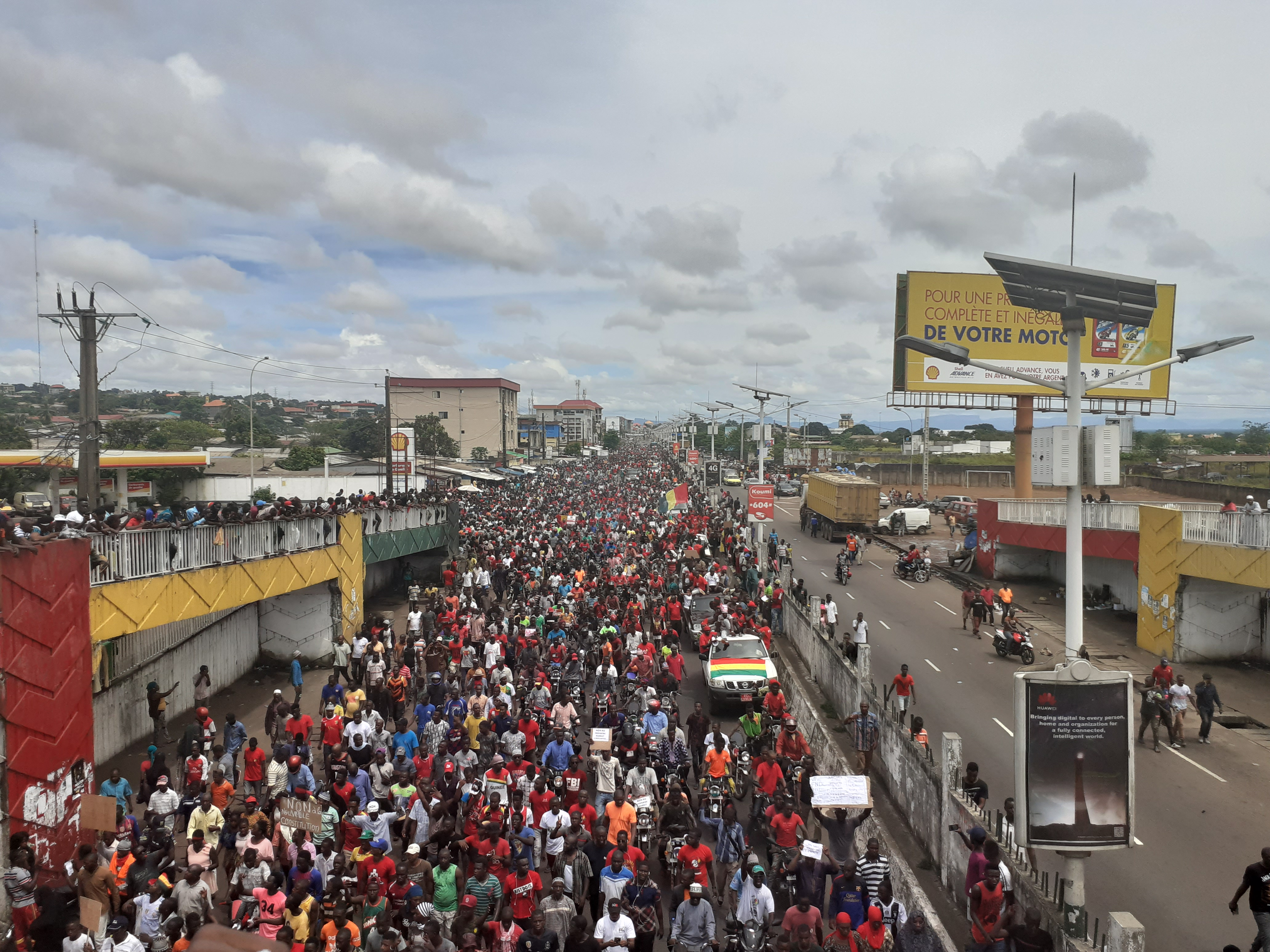
Протесты в Конакри 24 октября 2019 года
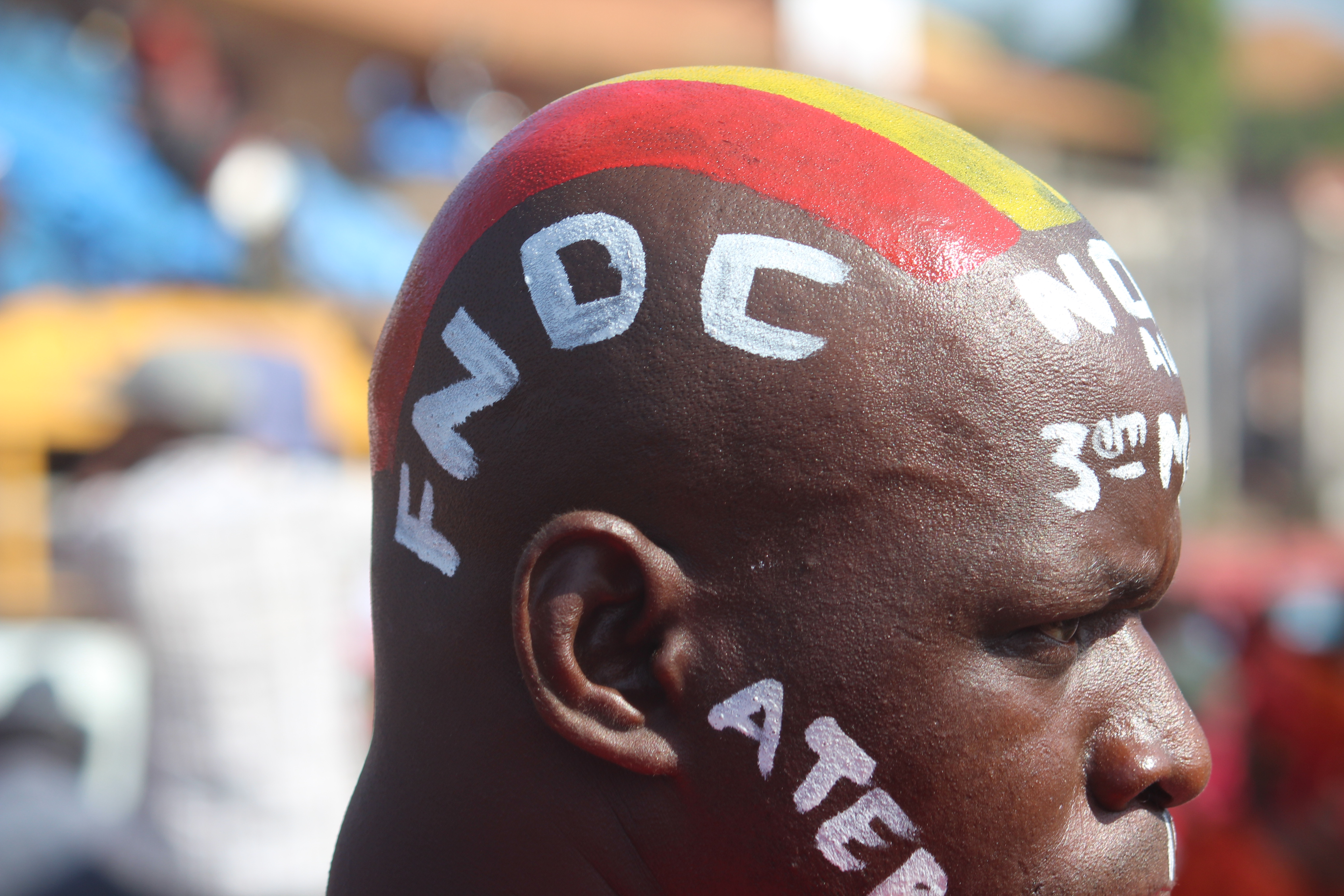
Протестующий
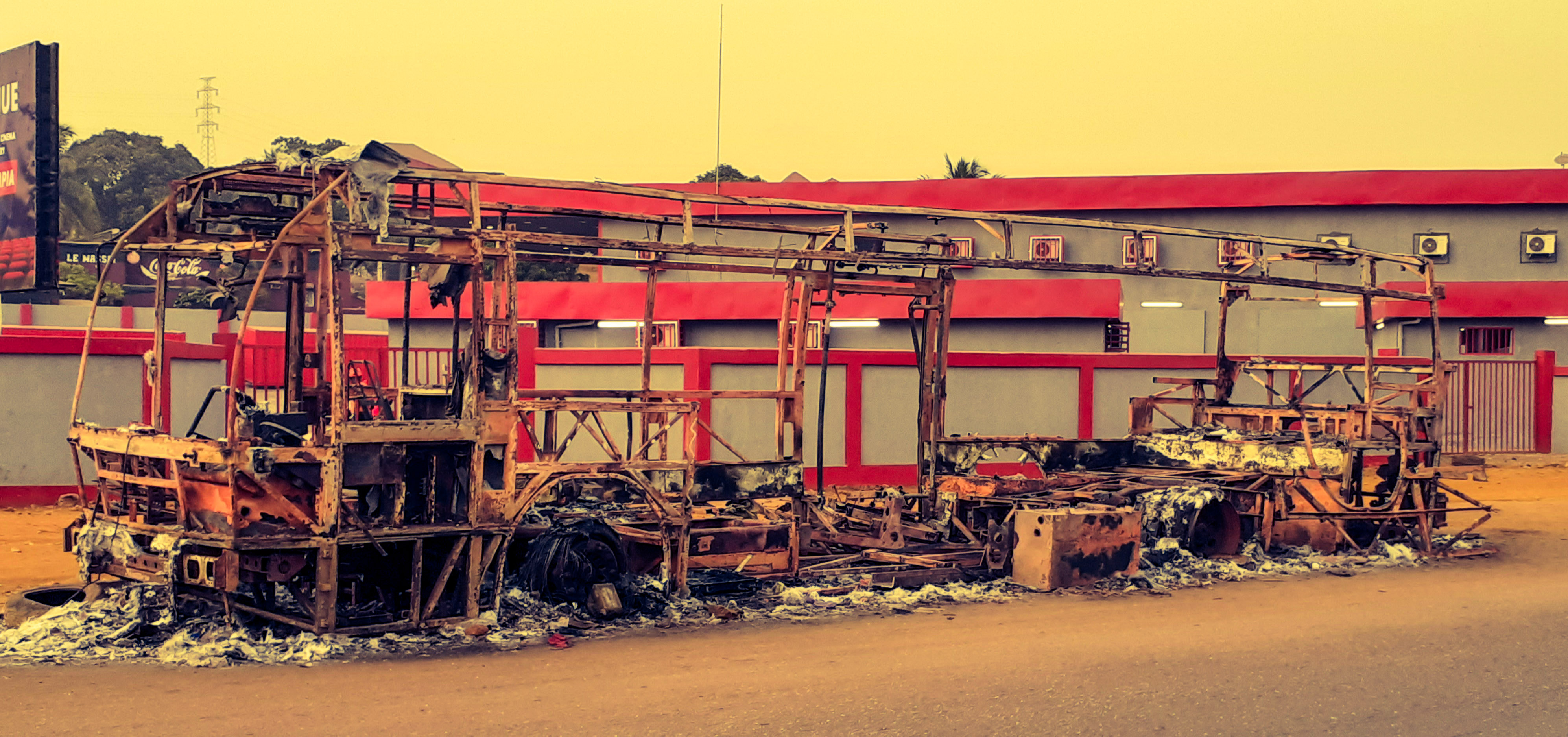
Ограбленный во время беспорядков автобус
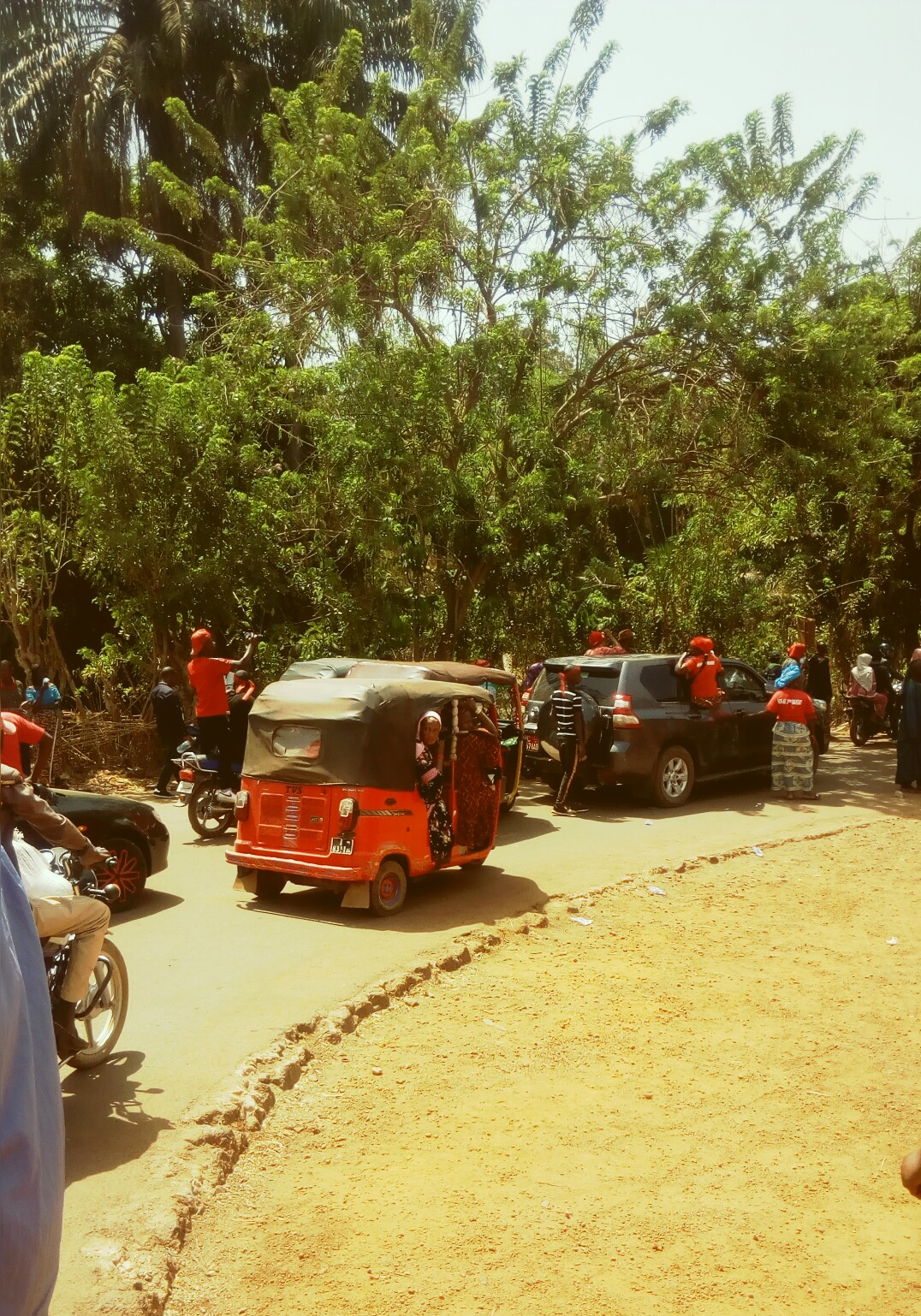
Моторикша в окружении демонстрантов
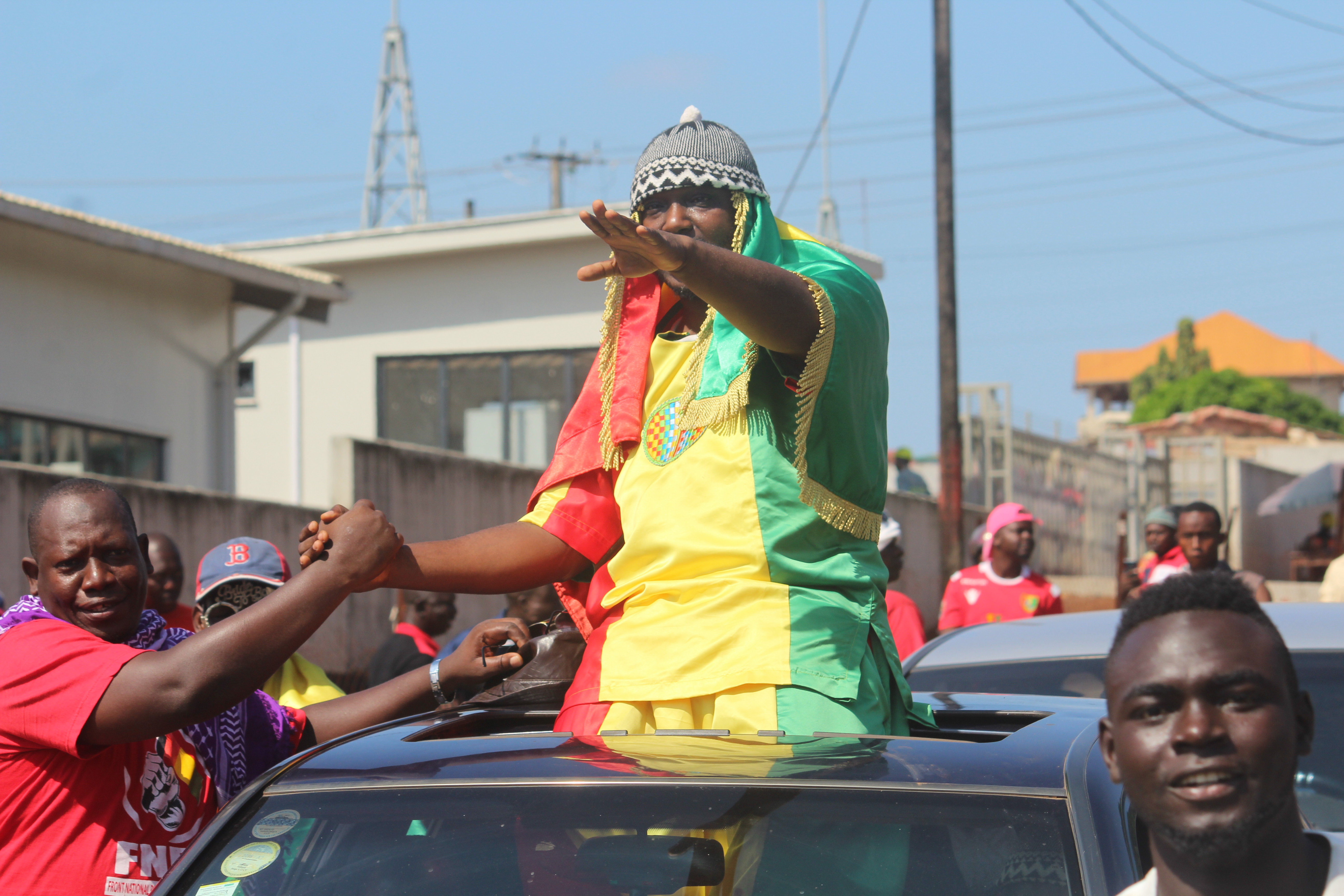
Протестующий с флагом Гвинеи
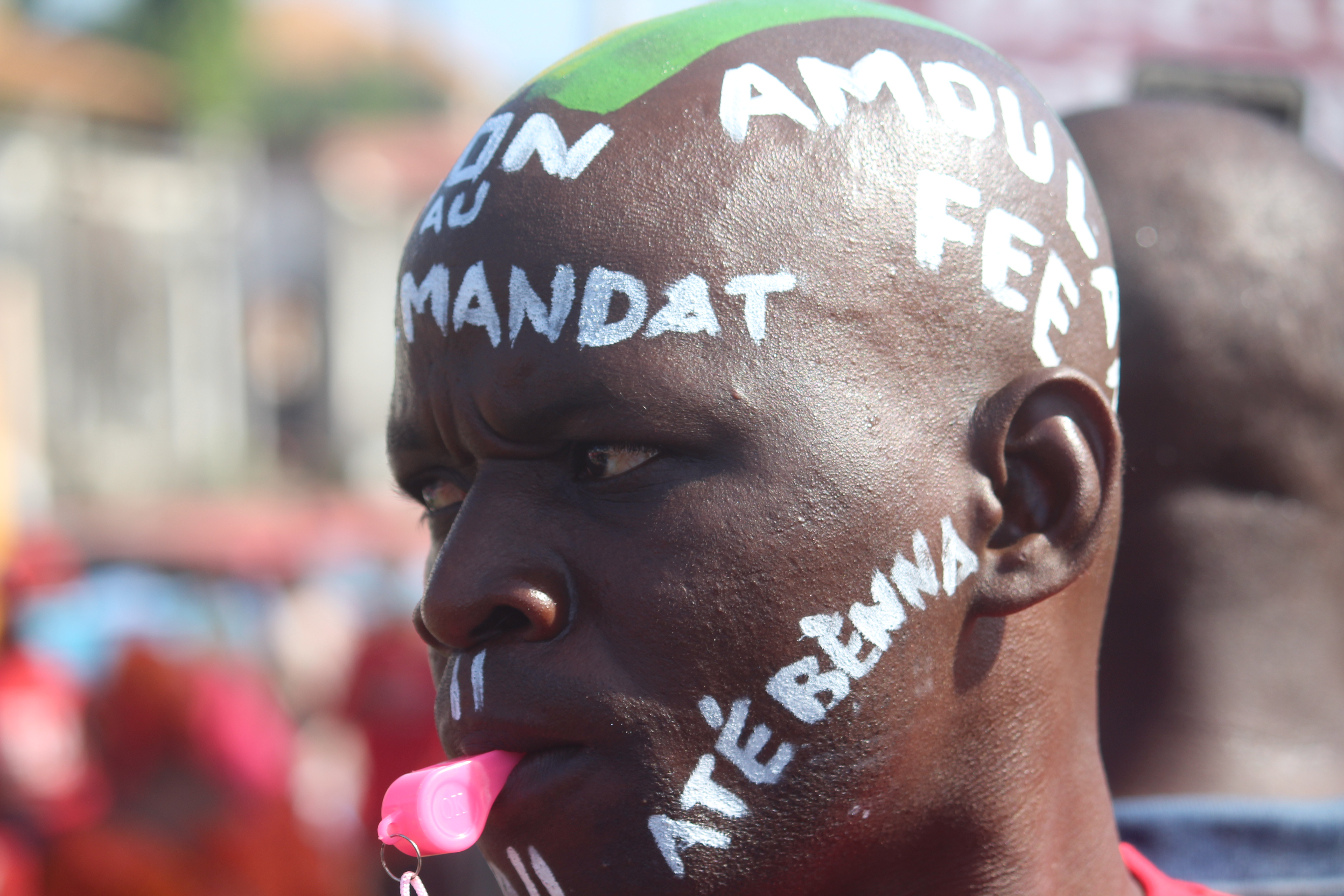
Протестующий в Нзерекоре
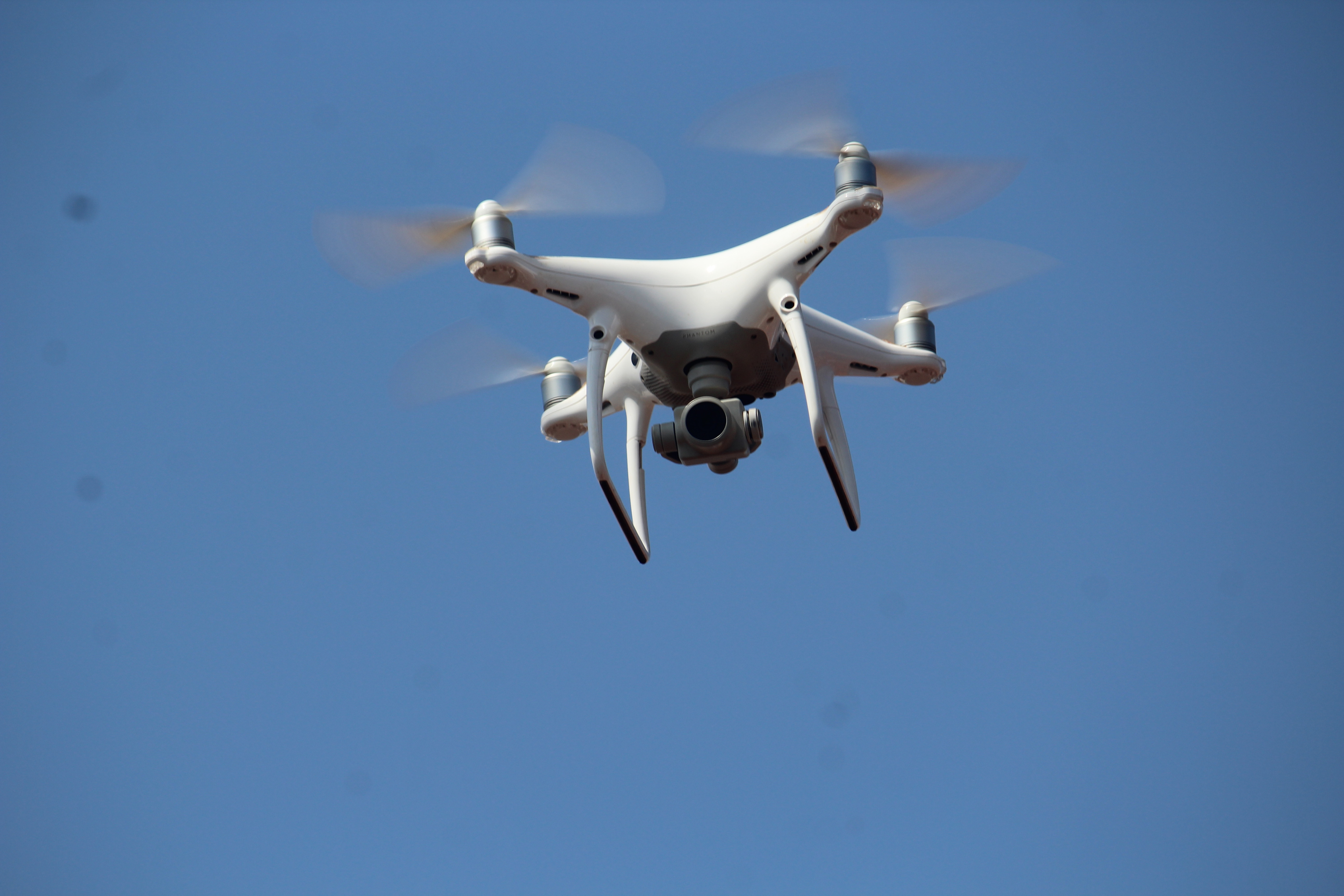
Дрон для съёмки протестов